# Атанасий Петренски
Атанасий (на гръцки: Αθανάσιος, Атанасиос) е гръцки духовник, епископ на Вселенската патриаршия.

## Биография
Роден е в родостенското село Авдими.
На 25 януари 1870 година е ръкоположен за йерисовски и светогорски епископ на Солунската митрополия.
От следната 1871 година Атанасий е епископ на Петренската епископия в Олимп. Над южния вход на църквата „Свети Димитър“ в Агиос Димитриос има мраморна плоча с надпис:
| „ | Άνακαινειται ό ναός τοϋ Αγίου Δημητρίου ύπό τοϋ άρχιερέως Πέτρας τοϋ ’Αθανασίου ’έπιτροπεύων Ζήσης Κόζιβας, ίερατεύων παπα Κώστας. Ύπό μάστορι Ζιοπανίτη. Μάιος 1877. Възобнови се храмът на Свети Димитър при архиерей Петренски Атанасий, при епитроп Зисис Козивас, при йерей поп Костас. От майстор Жупанец. Май 1877. | “ |

Атанасий Петренски умира през февруари 1885 година.